# Зона Мечі (Непал)
Мечі (англ. Mechi, неп. मेची अञ्चल Listenⓘ Listenⓘ) була однією з чотирнадцяти зон Непалу до реструктуризації зон на провінції, що складалися з чотирьох округів; а саме Ілам, Джапа, Панчтар і Тапледжунг. Її штаб-квартира знаходиться в Іламі. Відноситься до Східного регіону розвитку Непалу. Індійський штат Біхар знаходиться на півдні, Західна Бенгалія та Сіккім на сході та Тибет на півночі. Найбільшим містом є Дамак в Тераї. Більшість населення Мечі складають Лімбу, Четтрі, Бхармін, Майтхіл і Мечі.

## Адміністративні підрозділи
Мечі було поділено на чотири райони; з 2015 року ці райони були переназначені до складу провінції № 1.
| Район      | Тип             | Штаб       | З 2015 року входить до складу провінції |
| ---------- | --------------- | ---------- | --------------------------------------- |
| Ілам       | Хілл            | Ілам       | Провінція №1                            |
| Джапа      | Зовнішній Терай | Бхадрапур  | Провінція №1                            |
| Панчтар    | Хілл            | Фідім      | Провінція №1                            |
| Тапледжунг | Гора            | Тапледжунг | Провінція №1                            |